# 신장강

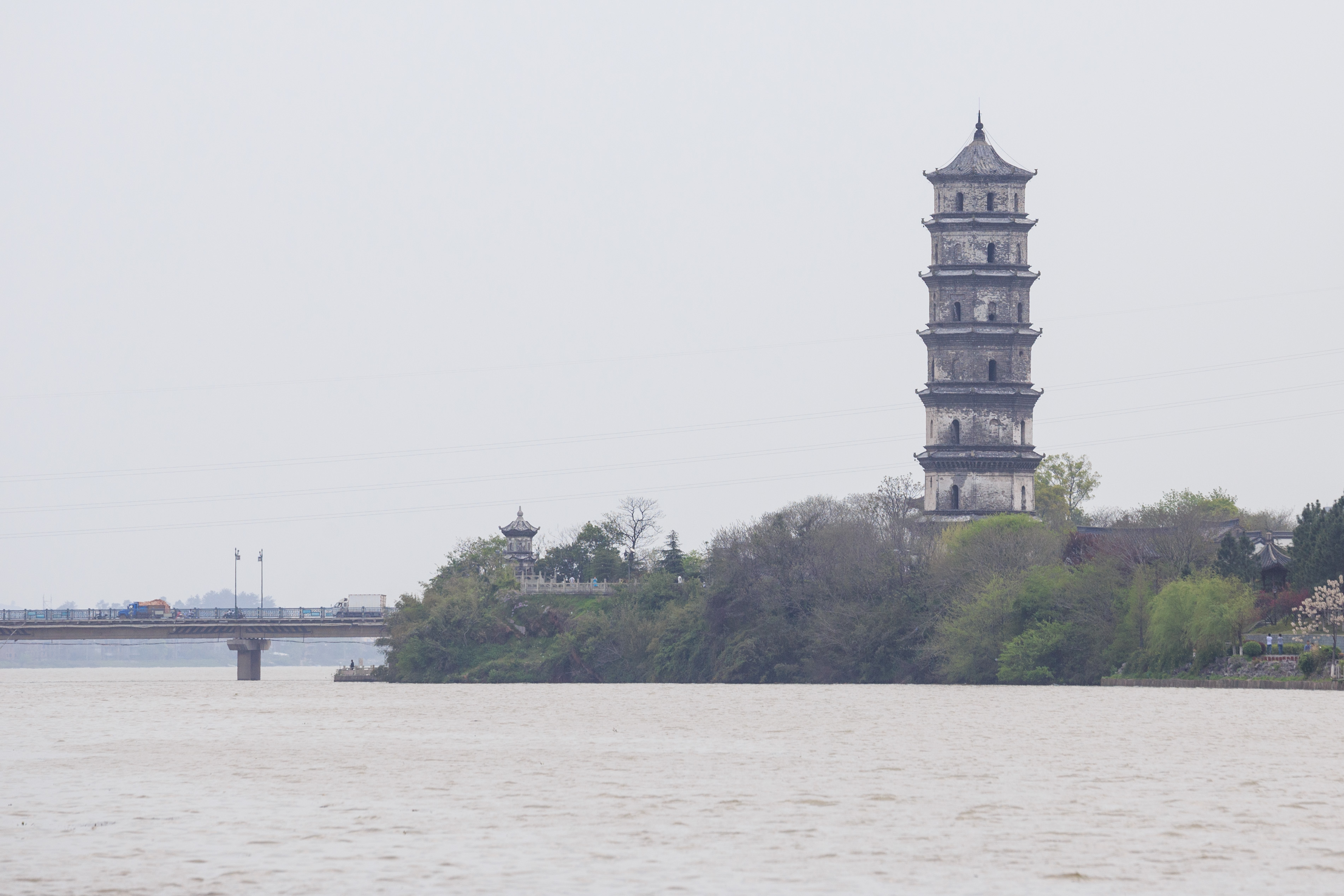

신장강(중국어: 信江, 병음: Xīn Jiāng, Wade–Giles: Hsin Jiang)은 중국 중부 장시성 동쪽 끝에서 위산현을 거쳐 포양호로 흘러간다. 일부 위키백과 지도에서는 이곳을 샤오강(Xiao River)이라고 부르는 것으로 보인다.

## 기후
신장강 유역은 아열대 몬순 기후이다. 강수량은 일반적으로 4월에 시작되며 일부 지역에서는 매년 최대 2,000mm 이상 내리는 등 점진적으로 증가한다. 7월부터 9월까지 날씨는 종종 아열대 고기압에 의해 조절되며 국지적으로 뇌우와 비가 내리고 결국에는 비가 거의 내리지 않는다. 유역의 연평균 기온은 18°C이다. 연평균 강우량은 1,845mm이며 서쪽보다 동쪽 산이 적다.